# Servizio pubblico federale affari esteri, commercio estero e cooperazione allo sviluppo
Il Servizio pubblico federale affari esteri, commercio estero e cooperazione allo sviluppo (in olandese Federale Overheidsdienst Buitenlandse Zaken, Buitenlandse Handel en Ontwikkelingssamenwerking, in francese Service public fédéral des Affaires étrangères, Commerce extérieur et Coopération au développement, in tedesco Föderaler Öffentlicher Dienst Auswärtige Angelegenheiten, Außenhandel und Entwicklungszusammenarbeit) è un servizio pubblico federale del governo federale belga, responsabile della politica estera e delle relazioni con l'Unione europea.

## Storia
Il servizio pubblico federale è stato fondato il 25 febbraio 1831 come Ministero degli Affari Esteri. Nel 2000 il Ministero, nell'ambito della riforma del Servizio pubblico federale, cambia il suo nome in Servizio pubblico federale degli affari esteri. Mantiene una presenza in 130 ambasciate, consolati e altre missioni diplomatiche e impiega circa 3.400 persone, tra cui dipendenti all'estero.

## Organizzazione
Il servizio pubblico federale è suddiviso in sei direzioni generali:
- Direzione generale degli Affari bilaterali
- Direzione generale degli Affari consolari
- Direzione Generale per la Cooperazione allo Sviluppo
- Direzione generale per gli Affari europei e di coordinamento
- Direzione generale degli Affari giuridici
- Direzione generale per gli Affari multilaterali e globalizzazione

Il servizio pubblico federale amministra:
- 89 ambasciate
- 10 missioni permanenti presso le organizzazioni internazionali
- 17 Consolati generali
- 10 consolati
- 1 consolato onorario
- 6 Uffici di cooperazione